# Pacto Social de Integración
El Pacto Social de Integración (PSI) es un partido político local del estado de Puebla, México, con registro desde 2012. Ideológicamente el partido «respalda en los valores y los principios del reformismo y de la socialdemocracia».

## Resultados electorales

### Gobernador
|  | 2.72 % |

|  | 45.19 % |

|  | 2.94 % |

|  | 38.14 % |

|  | 2.10 % |

|  | 33.07 % |

### Diputados locales
|  | 4.76 % |

|  | 2.30 % |

|  | 3.10 % |

|  | 2.27 % |

### Ayuntamientos
|  | 5.20 % |

|  | 0.34 % |

|  | 3.54 % |

|  | 3.99 % |

|  | 3.09 % |